# 1658年哲學
1658年哲學事件  

## 著作
- 皮埃尔·伽桑狄 - 《哲学综合》（Syntagma philosophicum）（死後出版）

## 出生
- 2月18日 – 查理-伊雷尼·卡斯特·德·聖皮耶，法國作家、外交官、法蘭西學院院士，也是啟蒙思想的先驅，死於1743年。

## 死亡
- 4月7日 - 胡安·尤斯比奧·尼雷貝格（英语：Juan Eusebio Nieremberg） ，生於1595)
- 12月6日 - 巴爾塔薩·葛拉（英语：Baltasar Gracián），西班牙耶穌會士和巴洛克風格散文作家和哲學家，生於1601年。
- 12月3日 – 約翰尼斯·米克雷力斯（德语：Johannes Micraelius），德國詩人和哲學家，生於1597年。
- 日期未知 -  金堉 ，韓國李氏朝鮮中期的文臣及實學者、政治家、經世家。，生於1570年。